# 中平正宏
中平 正宏（なかひら まさひろ、1956年〈昭和31年〉8月20日 - ）は、日本の政治家。元高知県四万十市長（3期）。

## 来歴
高知県西土佐村（現・四万十市薮ヶ市）に生まれる。父親は西土佐村長を務めた中平幹運。高知県立中村高等学校卒業。1999年（平成11年）、JA高知はた理事に就任。
西土佐村議会議員在任中の2002年（平成14年）、村議会議長に就任。2003年（平成15年）、西土佐村長選挙に初当選。
2005年（平成17年）4月10日、中村市と西土佐村が合併して四万十市が誕生。同年、同市の助役となる。のちに副市長に就任。
2013年（平成25年）4月21日に行われた四万十市長選挙に自由民主党と公明党の推薦を受けて出馬。民主党、日本共産党、社民党の推薦を受けた現職の田中全を破り当選（中平：11,798票、田中：8,346票）。投票率は70.23％だった。5月15日、市長就任。
2017年（平成29年）、日本共産党公認の新人候補を破り再選。
2021年（令和3年）4月25日に行われた市長選で元市長の田中を破り3選。